# Centraal Israëlitisch Wees- en Doorgangshuis (Leiden)
Het Centraal Israëlitisch Wees- en Doorgangshuis was een landelijk weeshuis voor Joodse kinderen van twee tot achttien jaar, in de Nederlandse stad Leiden. Het was gevestigd aan de Roodenburgerstraat 1a en werd op 18 juni 1929 geopend. Voordien was het gevestigd aan de Stille Rijn. De Hebreeuwse naam van het weeshuis was Machseh Lajesoumim, Toevlucht voor het Kind. Vanaf eind jaren dertig werden er ook Duitse kinderen opgenomen die na de Kristallnacht naar Nederland waren gevlucht. De directeur van het weeshuis was Nathan Italie.

## Deportatie
Ondanks waarschuwingen van verzetsmensen weigerde Italie de kinderen te laten onderduiken omdat hij zijn verantwoordelijkheid niet uit handen wilde geven. Hij hield wel rekening met een naderende ontruiming en liet rugzakken met kleding en schoenen klaarzetten.
Op 17 maart 1943 werden alle Leidse Joden opgepakt tijdens een razzia onder leiding van Franz Fischer (een van de Vier van Breda). 
Alle 51 nog aanwezige kinderen en negen personeelsleden werden gedeporteerd naar Kamp Westerbork en van daaruit naar Oost-Europa. Op vier na zijn alle kinderen en personeelsleden vermoord in de concentratiekampen.
Over het Centraal Israëlitisch Wees- en Doorgangshuis is een uitgebreide website gemaakt met biografieën van de kinderen die er hebben gewoond sinds 1928.
In de stoep van het voormalige weeshuis zijn sinds 2023 diverse Stolpersteine aangebracht. Het aantal wordt nog uitgebreid zodat voor alle kinderen en begeleiders die tussen 10 mei 1940 en 17 maart 1943 korter of langer in het weeshuis hebben gewoond een Stolperstein zal zijn geplaatst.

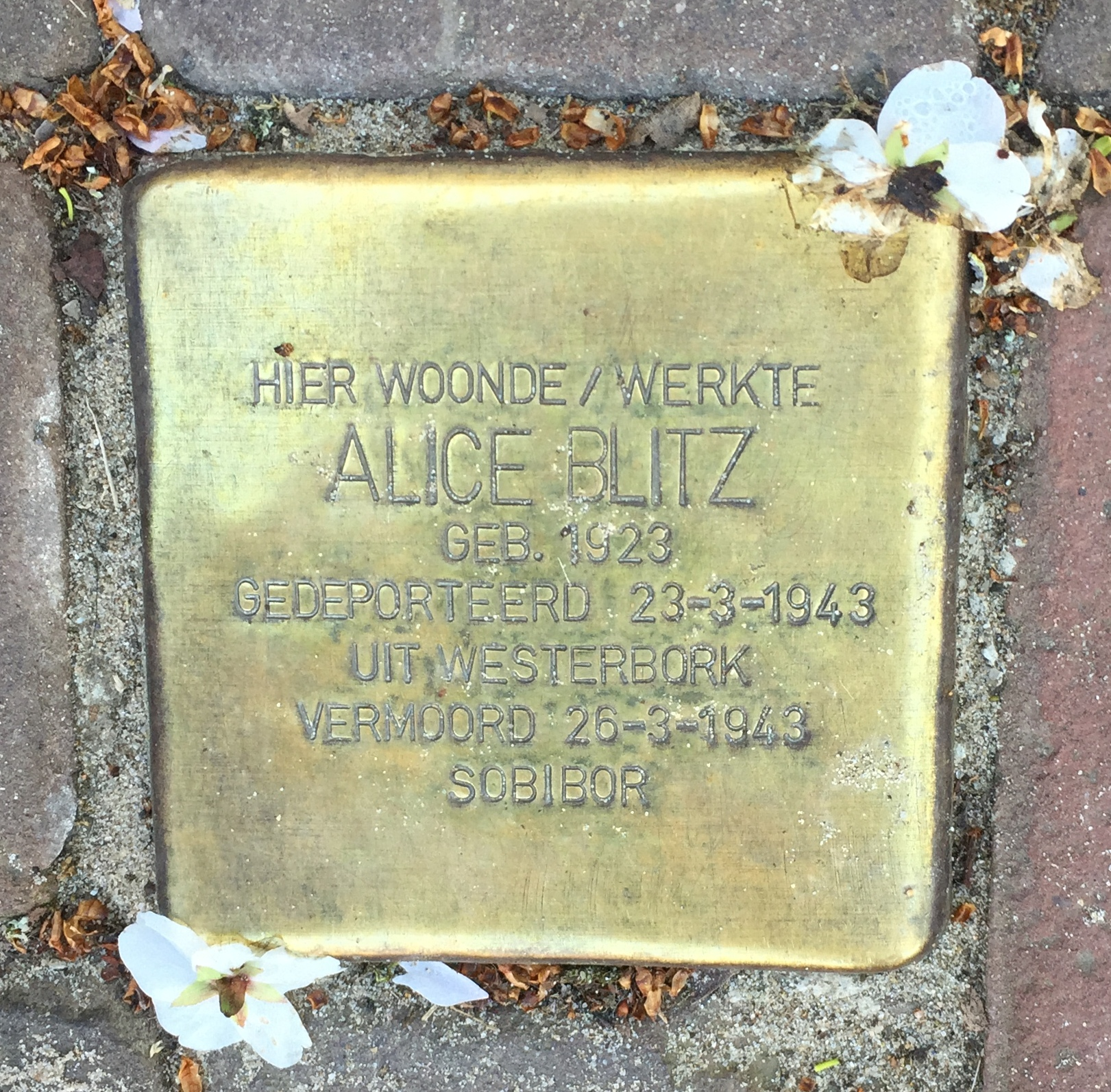
Stolperstein voor Alice Blitz (1923-1943)
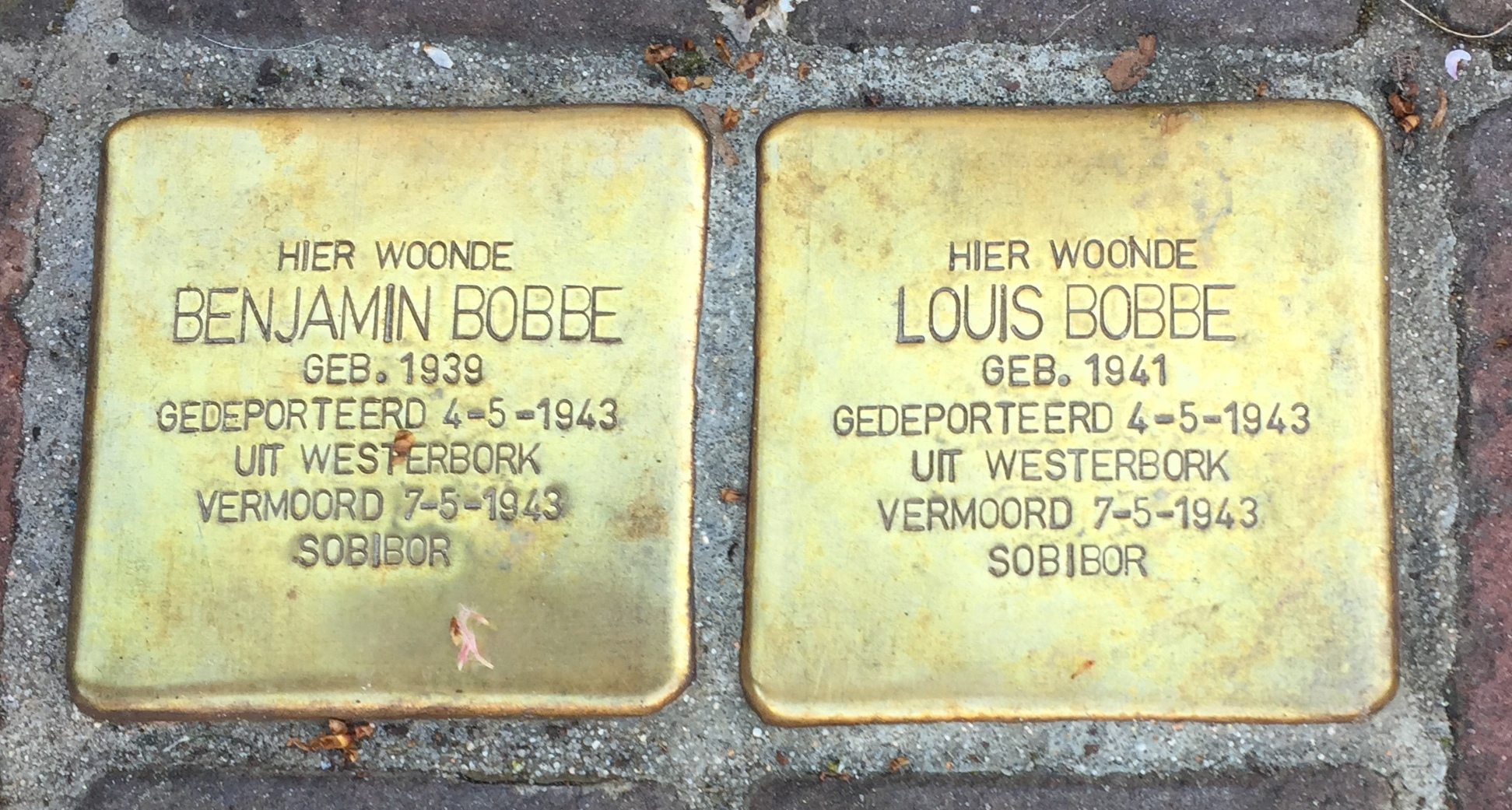
Stolpersteine voor Benjamin (1939-1943) en Louis Bobbe (1941-1943)
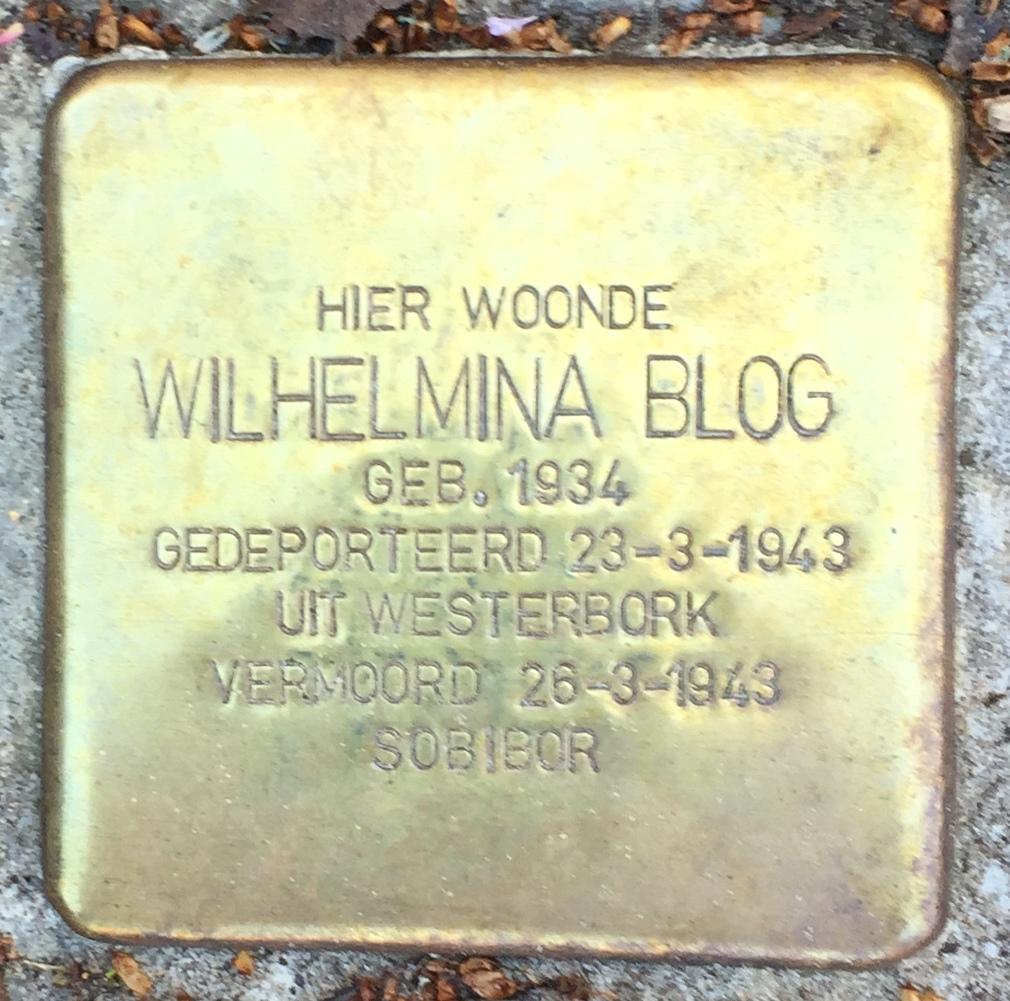
Stolperstein voor Wilhelmina Blog (1934-1943)

## Na de oorlog
Na de oorlog verkocht de Vereniging Centraal Israëlitisch Wees- en Doorgangshuis het gebouw aan de gemeente Leiden. In 2010 is het pand verbouwd om er een (para)medische groepspraktijk te vestigen en een apotheek. Er is ook een herdenkingsplek ingericht om de herinnering aan het verleden levend te houden.
Ter nagedachtenis aan de slachtoffers is in 2010 een natuurstenen koffer voor het voormalige weeshuis geplaatst, als onderdeel van het monument 'Bagage' voor Leidse oorlogsslachtoffers. Het monument is een ontwerp van de Nederlands/Israëlische kunstenaar Ram Katzir.
Naar aanleiding van de gebeurtenissen in maart 1943 is de gedramatiseerde televisiefilm Waarom hebt u me niet verteld... gemaakt, op basis van een scenario van Gerard Kerkvliet en onder regie van Hans Hulscher. De NOS heeft de film in 1984 uitgezonden.

## Fotogalerij

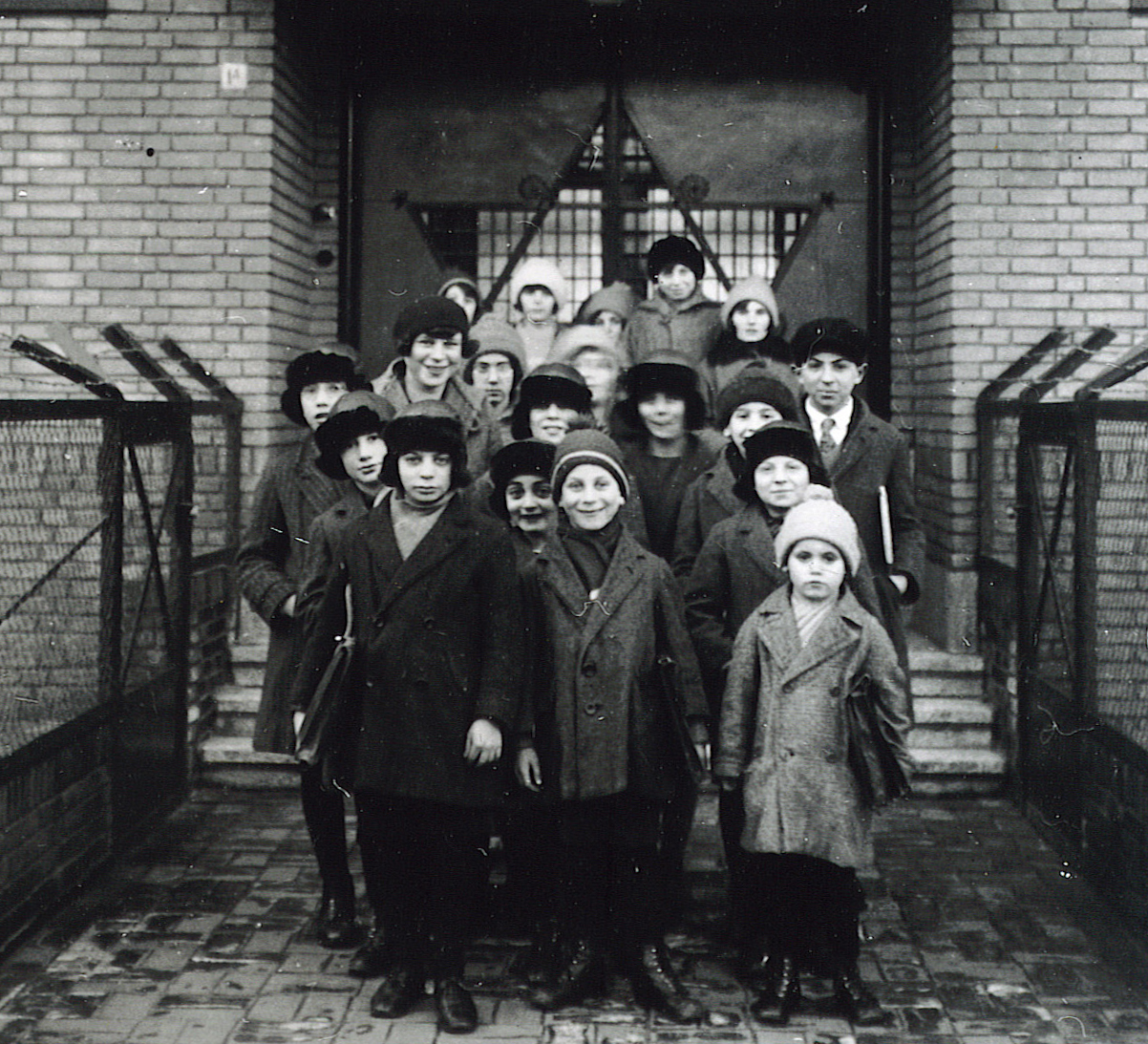
Bewoners in 1930
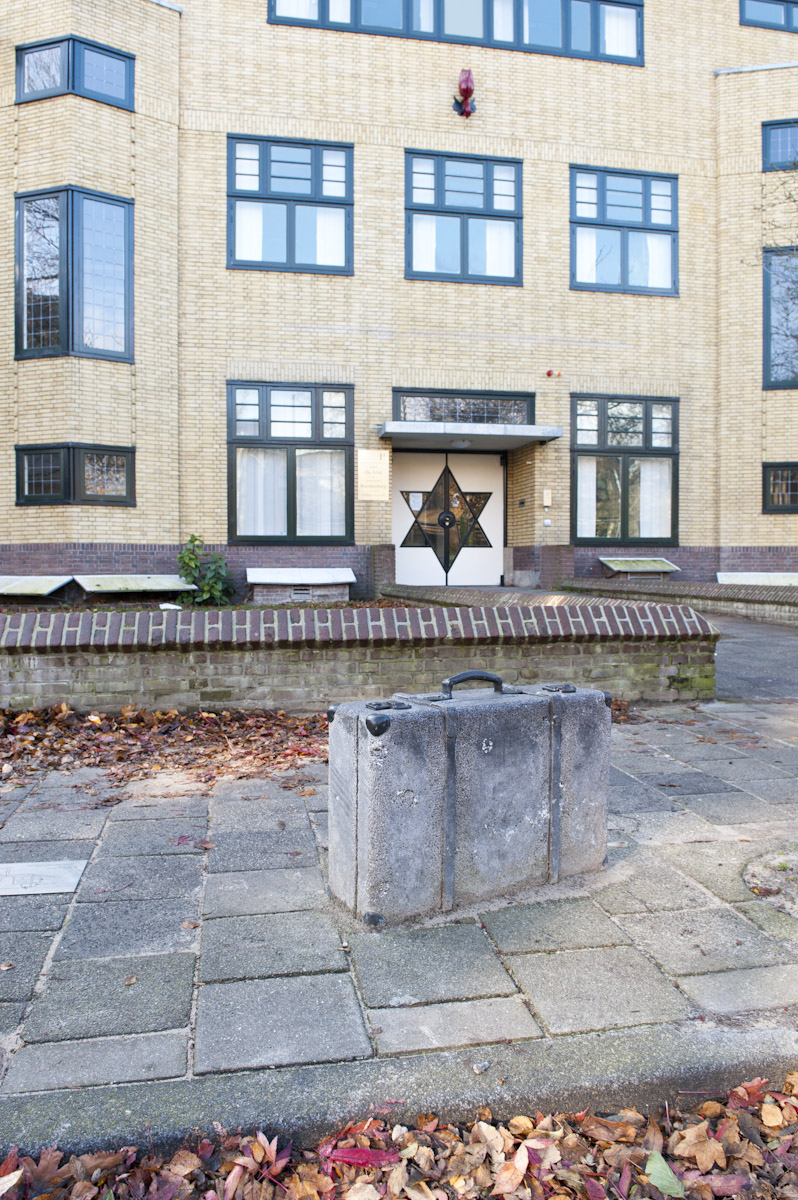
Monument Bagage